# Лео Орнстайн
Лео Орнстайн або Лев Орнштейн (англ. Leo Ornstein; 2 грудня 1893, Кременчук Полтавська губернія — 24 лютого 2002, Грін Бей, штат Вісконсин) — американський композитор, піаніст та педагог єврейського походження.

## Біографія
Народився у музичній родині: його батько був кантором у синагозі, Дядько грав на скрипці. Вже у ранньому віці Орнстайн добре вмів грати на фортепіано; 1902 року його гру почув Йосип Гофман, який перебував у той час у Кременчуці, і рекомендував поступити до Петербурзької консерваторії. Незабаром Орнстайн почав вчитися у школі при Імператорському музичному товаристві у Києві під заступництвом В. В. Пухальського, але смерть одного з родичів змусила його повернутися додому. 1904 року він виїхав до Петербурга, де був прийнятий до консерваторії, його вчителями стали Олександр Глазунов (композиція) та Анна Єсипова (фортепіано). У цей час Орнстайн заробляв на життя, акомпануючи оперним співакам. 1906 року сім'я Орнстайна емігрувала до США і оселилася у Нью-Йорку. Орнстайн вступив до Інституту музичного мистецтва-майбутню Джульярдську школу музики, де навчався у Берта фарингіта Теппер. 1911-о він вперше виступив з сольним концертом з музики Баха, Шопена і Шумана. Два роки потому Орнстайн зробив свій перший запис, і у цей же час він захоплюється композицією, причому використовує у своїх творах новітні модерністські прийоми (наприклад, кластери).
Важливою подією у житті Орнстайна є візит до Європи 1914 року. Він знайомиться з Ферруччо Бузоні, Мішелем Кальвокорессі, виступає у Лондоні з програмою власних творів, а також композицій Шенберґа та транскрипцій Баха-Бузоні. 1915-о грає концерти у Нью-Йорку та заявляє про себе як про одного з найпередовіших музикантів, але 1922 року залишає сцену та переключається на викладання, з якого йде 1953 року, продовжуючи складати до похилих років (Восьму фортепіанну сонату він опублікував у 97-річному віці).
Твори Орнстайна можна розділити на три великі групи: експериментальні — раннього періоду, переважно для фортепіано, з використанням атональності, дисонансів та інше; консервативніші (під впливом східноєвропейської школи) та пізні, які об'єднують два попередні. Більшість інструментальних творів Орнстайна мають програму. Ряд творів, таких як «Три настрої», за стилем-використання пентатоніки, гармоній, заснованих на тризвуках, дублюваннях, — нагадують імпресіоністичні роботи Дебюссі.
Протягом багатьох років музика Орнстайна практично не виконувалася, і лише у 1970-х роках Вівіан Перліс знову відкрила її для публіки. Тим не менш, велика частина творчої спадщини композитора і нині лишається невідомою.

## Основні твори
Оркестр
- «Вечірня козача пісня» для камерного оркестру (1923)
- Концерт для фортепіано з оркестром (1923)
- «Лісітрата» (1930)

Камерна музика
- Соната для скрипки та фортепіано (1915)
- Соната для скрипки та фортепіано (1918)
- «Три російських враження для скрипки та фортепіано» (1916)
- Дві сонати для віолончелі та фортепіано (1918–1920)
- Фортепіанний квінтет (1927)
- Три струнних квартети
- Шість прелюдій для віолончелі та фортепіано (1931)
- Інтермеццо для флейти та фортепіано (1959)
- Фантастичні п'єси для альта та фортепіано (1972)
- Єврейська фантазія для скрипки та фортепіано (1975)
- Поема для флейти та фортепіано (1979)

Фортепіано
- Вісім сонат
- Шість ліричних каприсів (1911)
- «Сцена на паризькій вулиці вночі» (1912)
- «Самогубство в літаку» (1913)
- «Танець диких людей» (1913)
- Три прелюдії (1914)
- Російська сюїта (1914)
- «Три настрої» (1914)
- численні інші твори

Вокальні твори
- Пісні на вірші Р. Кіплінга, Ф. Мартенса та інших поетів
- Хори без супроводу

## Вшанування пам'яті
14 жовтня 2022 року у місті Кременчук вулицю Попова перейменували на вулицю Льва Орнштейна.